# Église Saint-Martin de Truyes
L'église Saint-Martin est une église catholique située à Truyes, en France.
Les parties les plus anciennes de l'église actuelle, qui remplace un précédent édifice carolingienne disparu, semblent dater de la fin du XIe siècle mais plusieurs ajouts ou remaniements ont lieu par la suite. Son clocher est classé au titre des monuments historiques en 1908. Elle est toujours, au XXIe siècle, ouverte au culte catholique.

## Localisation
L'église est située dans le département français d'Indre-et-Loire, sur la commune de Truyes. Elle est édifiée en bordure d'une voie ancienne, peut-être antique, qui longeait l'Indre sur sa rive droite, au flanc de la vallée de la rivière. Son orientation, nef à l'ouest et chœur à l'est, est habituelle pour ce type de construction. Cette église est l'un des quelque 3 700 édifices religieux dédiés en France à saint Martin.

## Historique

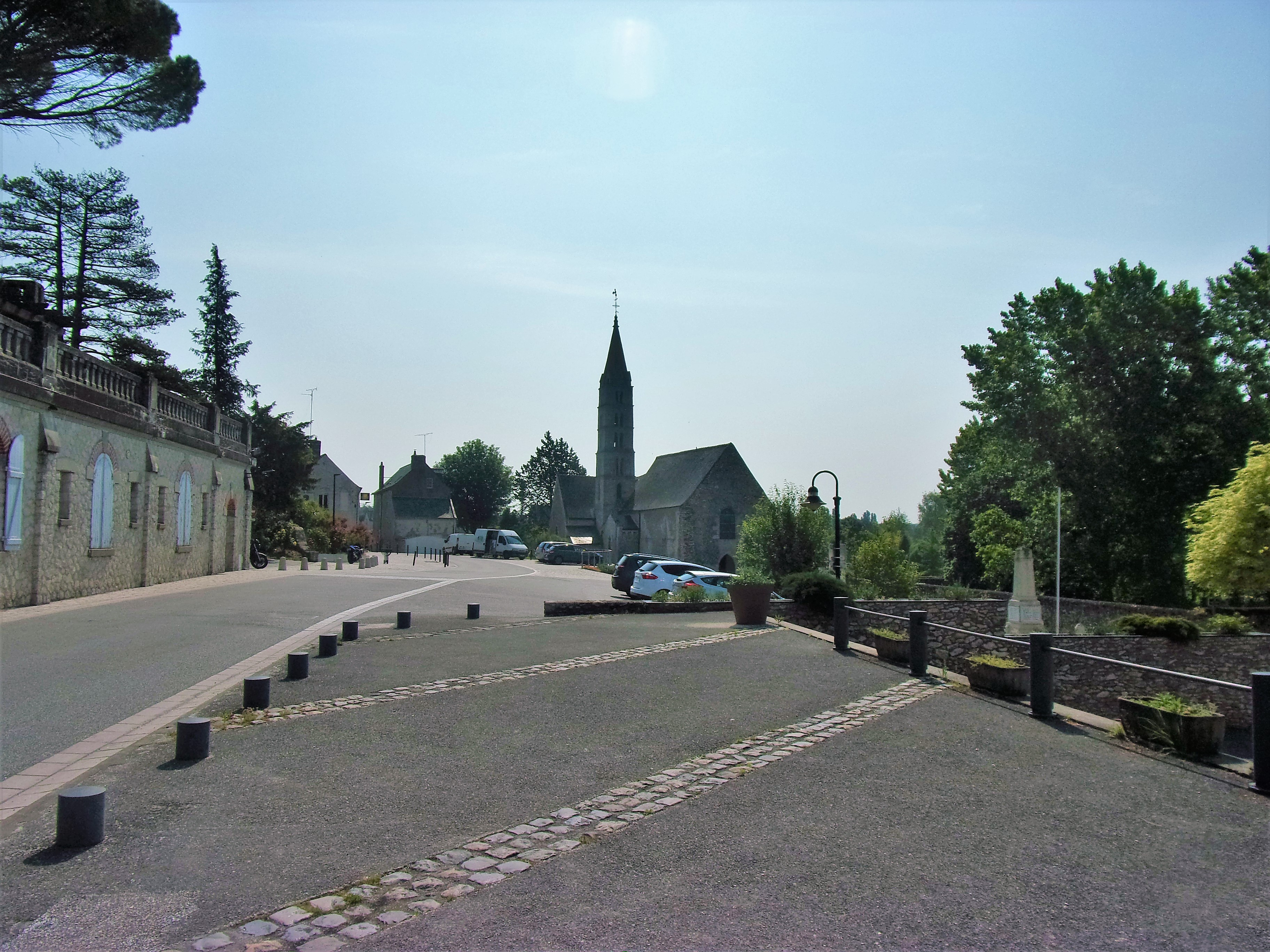
L'église sur la place.

À Truyes, la construction d'une première église, déjà dédiée à saint Martin, remonte au Haut Moyen Âge sans plus de précision possible. Une charte de Cormery de 860 mentionne cette église comme « construite de longue date par ses prédécesseurs », c'est-à-dire ceux de l'évêque de Tours Hérard alors responsable du diocèse ; l'église est à ce moment dotée de nombreux biens prélevés sur les domaines avoisinants,.
L'église Saint-Martin de Truyes présente au XXIe siècle est une succession de constructions ou de reconstructions au fil des siècles. Si sa nef est datée de la fin du XIe ou du début du XIIe siècle, son chœur est un peu plus tardif et la flèche en pierre de son clocher date du XVe siècle,. Une chapelle est ajoutée au XVIe siècle.
Le clocher de l'édifice est classé au titre des monuments historiques en 1908, mais plusieurs textes mentionnent ses réfections successives (1890, 1981).
Au XXIe siècle, l'église Saint-Martin de Truyes est l'un des douze lieux de culte de la paroisse Saint-Brice de la vallée de l'Indre. En 2016, des remontées d'humidité sur les faces intérieures des murs sont signalées ; elles semblent partiellement imputables à des travaux d'aménagement de la place avoisinante qui ont eu lieu deux ans auparavant.

## Architecture et décoration
La nef est composée de trois travées voûtées en plein cintre et des arcs doubleaux reposent sur des piliers carrés engagés dans les murs gouttereaux. La porte en arc brisé percée dans la façade est plus tardive (XVe siècle probablement). Le chœur voûté en arc brisé se termine par une abside en cul-de-four. La chapelle présente une voûte en croisée d'ogives.
Le clocher présente quatre étages en retrait successif, chacun d'entre eux est percé de baies géminées au-dessus d'un premier étage comportant des baies simples. La flèche est intégralement construite en pierre, comme pour plusieurs autres églises de la vallée de l'Indre ; elle est octogonale et porte quatre lucarnes d'angle.
Au-dessus du portail principal, un vitrail réalisé en 1878 par L. Duclos, un vitrailliste manceau, représente la charité de saint Martin. Un autre, dans le chœur, figure la célébration d'une messe par Martin ; il est dû aux ateliers Lobin de Tours en 1880.